# 麥克亨利鎮區 (伊利諾伊州)
麥克亨利鎮區（英語：McHenry Township）是位於美國伊利諾伊州麥克亨利縣的一個行政鎮區。

## 地方資料
根據2010年美國人口普查的數據，麥克亨利鎮區的面積為124.90平方千米，當中陸地面積為115.90平方千米，而水域面積為9.00平方千米。當地共有人口46719人，而人口密度為每平方千米374.05人。